# Tatra RT6

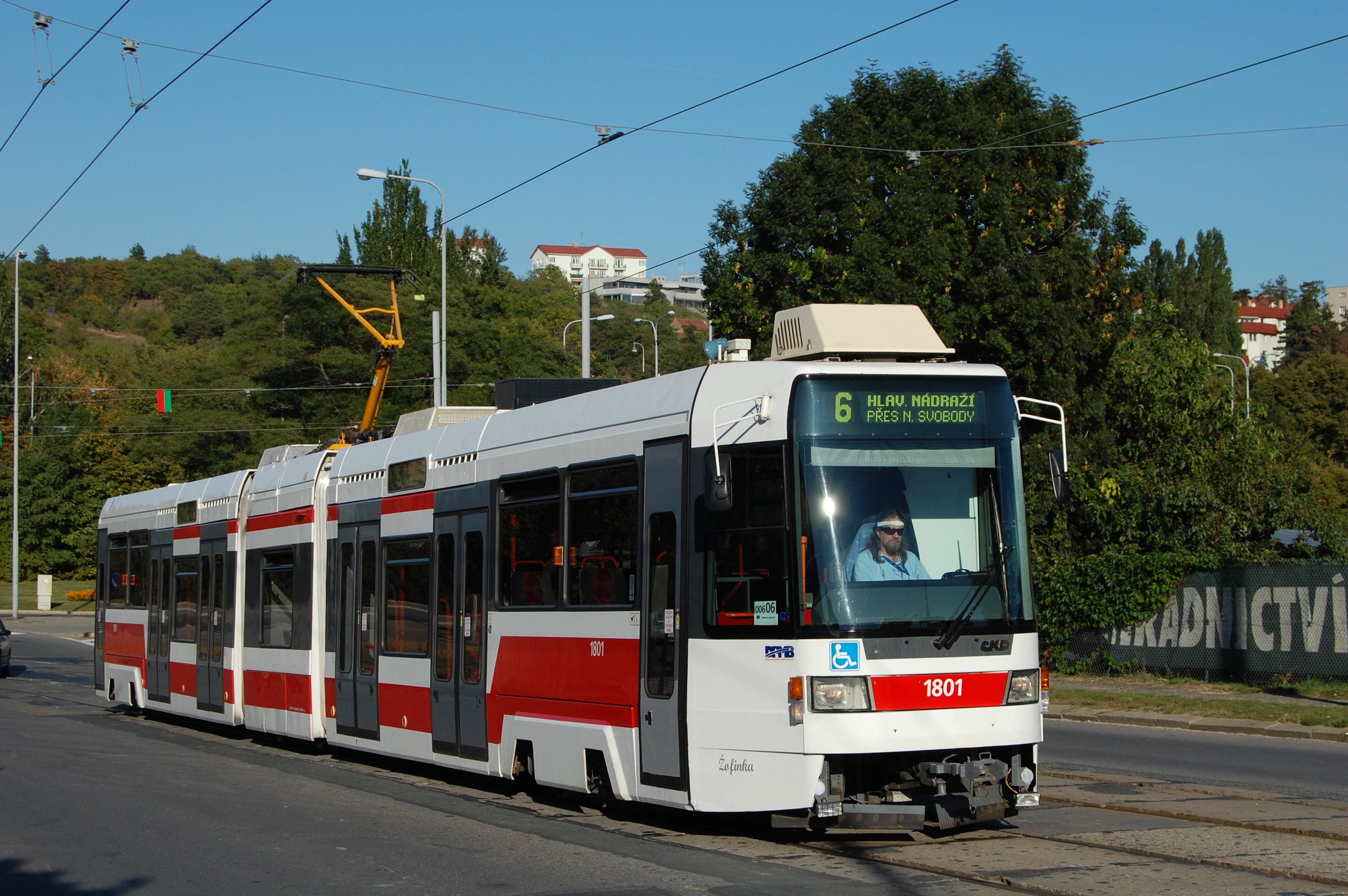
Tatra RT6N1 w Brnie, 2008 r.

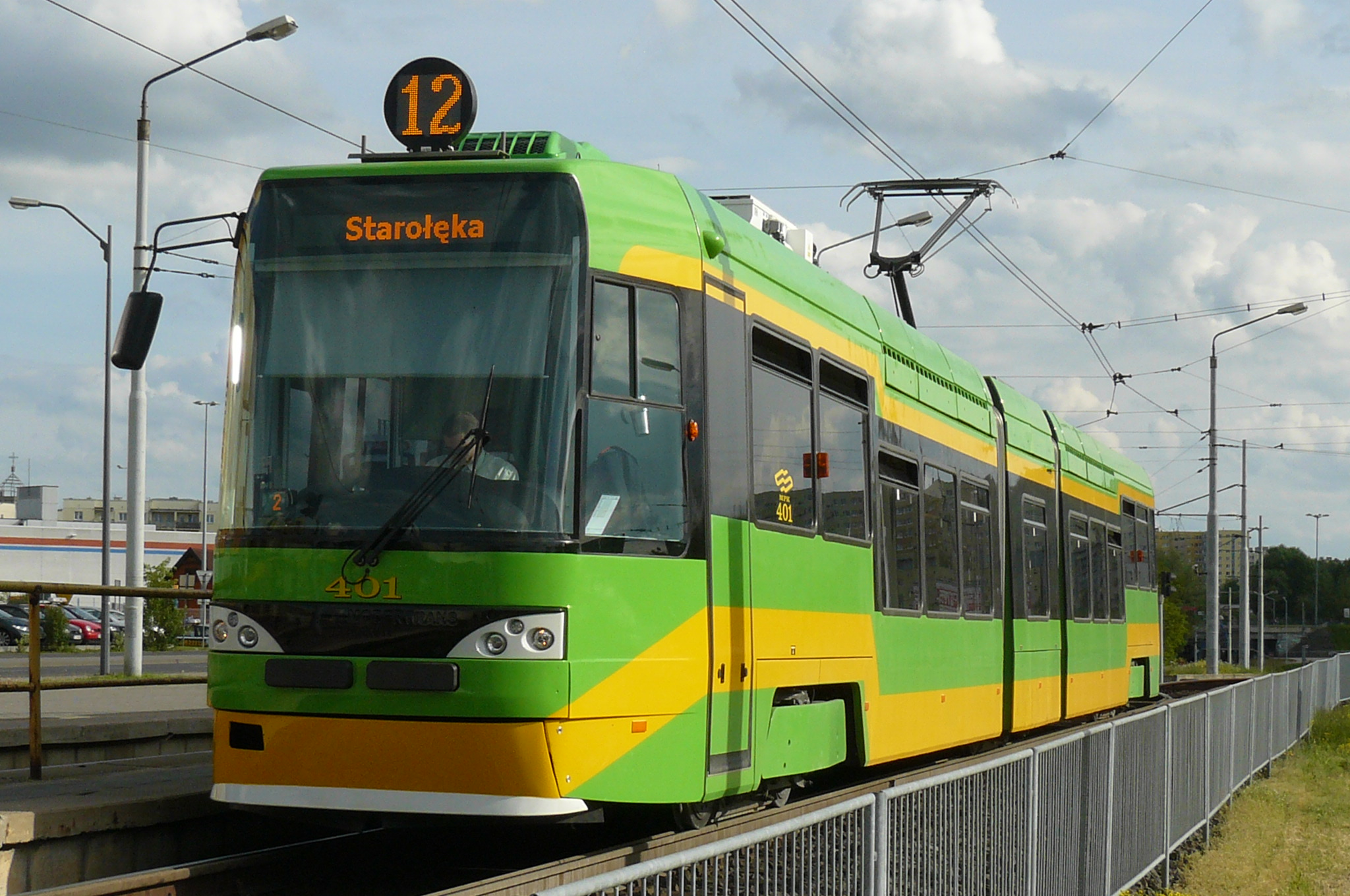
Poznańska Tatra RT6 MF06AC

Tatra RT6 – seria niskopodłogowych tramwajów, które produkowały czeskie zakłady ČKD Praha (część egzemplarzy zmontowano w polskiej firmie H. Cegielski – Poznań) w latach 90. XX wieku.

## Konstrukcja
Wspólną cechą obu tramwajów RT6 jest na pierwszy rzut oka wygląd, który zaprojektował inż. arch. Patrik Kotas. Niska podłoga zajmuje w przybliżeniu 60% długości tramwaju.
RT6 to trójczłonowe sześcioosiowe jednokierunkowe wagony silnikowe. Krótki środkowy człon niskopodłogowy, w którym siedzenia umieszczono wzdłuż ścian, opiera się na wózku tocznym, pozostałe dwa wózki (pod pierwszym i ostatnim członem) są napędowe.

## Warianty
Na początku lat 90. XX w. wyprodukowany został wóz Tatra RT6N1. Po powstaniu prototypu skonstruowano jeszcze osiem takich tramwajów, a następnie dziesięć dla Poznania. O ile w Polsce po modernizacjach tramwaje RT6N1 jeżdżą liniowo, w Czechach dopiero w 2008 r. Urząd kolejowy zezwolił na ich liniową eksploatację, jednak ostatni tramwaj tego typu wycofano z ruchu w 2016 r.
W połowie lat 90. XX w. powstała prototypowa Tatra RT6S, która od RT6N1 różni się wyposażeniem elektrycznym. Osprzęt elektryczny dostarczyła firma Siemens, a wózki napędowe Duewag (dzięki nim mogła zostać obniżona wyższa część podłogi). Wagon dostarczono do Liberca, gdzie kursował do 2003, po czym został odstawiony.